# ディック・アレン
リチャード・アンソニー・アレン（Richard Anthony Allen, 1942年3月8日 - 2020年12月7日）は、アメリカ合衆国ペンシルベニア州ローレンス郡ワムパム出身のプロ野球選手（一塁手、三塁手）。右投右打。愛称はWampum Walloper。
兄のハンク・アレン、弟のロン・アレンもメジャーリーガーである。

## 経歴

### プロ入りとフィリーズ時代
1960年にフィラデルフィア・フィリーズと契約してプロ入り。1963年に傘下のAAA級アーカンソー・トラベラーズで33本塁打・97打点を記録し、9月3日のミルウォーキー・ブレーブス戦でメジャーデビュー。1964年は開幕から三塁のレギュラーに定着。全試合に出場し、打率.318・29本塁打・91打点、いずれもリーグトップの125得点・13三塁打・352塁打・138三振を記録。チームは残り12試合で2位に6.5ゲーム差を付けリーグ優勝をほぼ手中にしていたが、そこから10連敗を喫し2位に終わった。ルーキー・オブ・ザ・イヤーの投票では2位以下に大きく差を付けて受賞。1965年は自身初のオールスターに選出され、以後3年連続で選出。1966年は5月に故障者リスト入りするが、前半戦で21本塁打を記録。最終的に打率.317、ハンク・アーロンに次ぐリーグ2位の40本塁打、共にリーグ3位の110打点・112得点、共にリーグトップの長打率.632・OPS1.027の成績で、MVPの投票で4位に入った。1967年は8月23日を最後に故障で離脱するが、共にリーグトップの出塁率.404・OPS.970を記録。1968年はウィリー・マッコビーに次ぐリーグ2位の33本塁打。1969年は故障で6月から約1ヶ月欠場するが、チームトップの32本塁打・89打点を記録した。

### カージナルス時代
1969年10月7日にカート・フラッド、ティム・マッカーバーら4選手とのトレードで、クッキー・ロハス他1選手とともにセントルイス・カージナルスへ移籍した。
1970年は前半戦で25本塁打を放ち、3年ぶりにオールスターに選出される。後半戦でまたも故障し122試合の出場に留まるが、34本塁打・101打点を記録した。

### ドジャース時代
1970年10月5日に2選手とのトレードで、ロサンゼルス・ドジャースへ移籍した。
1971年は怪我なくシーズンを過ごし、リーグ4位の93四球を記録したが、23本塁打・90打点とやや期待外れの成績に終わった。

### ホワイトソックス時代
1971年12月2日にトミー・ジョン他1選手とのトレードで、シカゴ・ホワイトソックスへ移籍した。
1972年は2年ぶりにオールスターに選出される。最終的に打率.308、いずれもリーグトップの37本塁打・113打点・99四球・出塁率.420・長打率.603・OPS1.023の大活躍でMVPを受賞した。1973年は6月まで打率.310・16本塁打と好調だったが、故障で離脱。7月末に復帰するがすぐに離脱し、レギュラー定着以後最少の72試合の出場に終わる。1974年は前半戦で26本塁打を記録し、3年連続でオールスターゲームに選出される。しかし同年シカゴ・カブスから移籍してきたロン・サントと衝突し、「奴はカブスにいた時のようにチームのリーダーを気取っている」などと発言した。9月8日を最後に欠場するが、リーグトップの32本塁打・長打率.563・OPS.938をマーク。12月3日に後日発表選手プラス金銭との交換トレードでブレーブスに移籍。

### フィリーズ復帰
1975年3月7日に2選手プラス金銭とのトレードで、古巣・フィリーズに復帰した。この年は12本塁打・62打点、1976年も15本塁打・49打点と振るわなかったが、マイク・シュミットやグレッグ・ルジンスキーなどの若手打者にアドバイスを送り、彼らの成長を手助けした。

### アスレチックス時代
オフにフリーエージェントとなり、1977年3月16日にオークランド・アスレチックスと契約。4月は打率.313と好調なスタートを切るが、徐々に失速。6月19日が現役最後の試合となり、打率.240・5本塁打に終わる。1978年3月28日に戦力外通告され、現役を引退した。

### 引退後
引退後は趣味である馬の飼育に専念するほか、古巣フィリーズ及びホワイトソックスで打撃インストラクターを務めたが、短い期間での活動が多かった。
2017年シーズン終了後からは、ミッキー・モランディーニと共にフィリーズの球団アンバサダーへ就任した。
2020年8月13日、古巣フィリーズはアレンの在籍時の背番号『15』を永久欠番に指定することを発表した。フィリーズはこれまで永久欠番指定選手はすべてアメリカ野球殿堂入りを果たしているが、殿堂入りしていない選手の背番号を欠番指定するのは今回のアレンが初めてであった。同年9月3日に本拠地シチズンズ・バンク・パークで永久欠番表彰式が行われた。

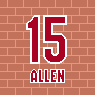
アレンのフィリーズ在籍時の背番号「15」。
フィラデルフィア・フィリーズの永久欠番に2020年指定。

欠番表彰式から4か月後の2020年12月7日、自宅で死去した。享年78。
2024年12月9日、ベテランズ委員会の選出により、アメリカ野球殿堂入りを果たした。2025年2月10日、銘板に刻まれる帽子にはフィリーズのロゴが入ることとなった。

## 人物
アクの強い性格で、現役時代のみならず引退後も有名。1966年にはヒューストン・アストロズの本拠地アストロドームに敷かれた人工芝について、「馬が食わない代物の上でプレー出来るか」と批判した。
ただし、
- 「遅刻をしたことに対しては何度も罰金を科したが、試合を休むことはなく、チームメイトにも好かれていた。」―メジャーデビュー時、フィリーズの監督だったジーン・モーク（英語版）

- 「若い選手の面倒をよく見たし、いつも懸命にプレーしていた。彼こそチームのリーダーだった。」―ホワイトソックス時代の監督だったチャック・タナー

といった好意的な評価もある。色々言われているが、走、攻、守揃ったオールラウンダーで1970年代の大リーグを代表するプレーヤーの一人だったといっていい。

## 詳細情報

### 年度別打撃成績
| 年 度     | 球 団     | 試 合 | 打 席 | 打 数 | 得 点 | 安 打 | 二 塁 打 | 三 塁 打 | 本 塁 打 | 塁 打 | 打 点 | 盗 塁 | 盗 塁 死 | 犠 打 | 犠 飛 | 四 球 | 敬 遠 | 死 球 | 三 振 | 併 殺 打 | 打 率 | 出 塁 率 | 長 打 率 | O P S |
| --------- | --------- | ----- | ----- | ----- | ----- | ----- | -------- | -------- | -------- | ----- | ----- | ----- | -------- | ----- | ----- | ----- | ----- | ----- | ----- | -------- | ----- | -------- | -------- | ----- |
| 1963      | PHI       | 10    | 25    | 24    | 6     | 7     | 2        | 1        | 0        | 11    | 2     | 0     | 0        | 0     | 1     | 0     | 0     | 0     | 5     | 2        | .292  | .280     | .458     | .738  |
| 1964      | PHI       | 162   | 709   | 632   | 125   | 201   | 38       | 13       | 29       | 352   | 91    | 3     | 4        | 6     | 3     | 67    | 13    | 0     | 138   | 8        | .318  | .382     | .557     | .939  |
| 1965      | PHI       | 161   | 707   | 619   | 93    | 187   | 31       | 14       | 20       | 306   | 85    | 15    | 2        | 6     | 6     | 74    | 6     | 2     | 150   | 13       | .302  | .375     | .494     | .870  |
| 1966      | PHI       | 141   | 599   | 524   | 112   | 166   | 25       | 10       | 40       | 331   | 110   | 10    | 6        | 0     | 4     | 68    | 13    | 3     | 136   | 9        | .317  | .396     | .632     | 1.027 |
| 1967      | PHI       | 122   | 540   | 463   | 89    | 142   | 31       | 10       | 23       | 262   | 77    | 20    | 5        | 1     | 0     | 75    | 18    | 1     | 117   | 9        | .307  | .404     | .566     | .970  |
| 1968      | PHI       | 152   | 605   | 521   | 87    | 137   | 17       | 9        | 33       | 271   | 90    | 7     | 7        | 2     | 7     | 74    | 15    | 1     | 161   | 7        | .263  | .352     | .520     | .872  |
| 1969      | PHI       | 118   | 506   | 438   | 79    | 126   | 23       | 3        | 32       | 251   | 89    | 9     | 3        | 0     | 4     | 64    | 10    | 0     | 144   | 10       | .288  | .375     | .573     | .949  |
| 1970      | STL       | 122   | 533   | 459   | 88    | 128   | 17       | 5        | 34       | 257   | 101   | 5     | 4        | 0     | 1     | 71    | 16    | 2     | 118   | 9        | .279  | .377     | .560     | .937  |
| 1971      | LAD       | 155   | 649   | 549   | 82    | 162   | 24       | 1        | 23       | 257   | 90    | 8     | 1        | 1     | 5     | 93    | 13    | 1     | 113   | 23       | .295  | .395     | .468     | .863  |
| 1972      | CWS       | 148   | 609   | 506   | 90    | 156   | 28       | 5        | 37       | 305   | 113   | 19    | 8        | 0     | 3     | 99    | 16    | 1     | 126   | 13       | .308  | .420     | .603     | 1.023 |
| 1973      | CWS       | 72    | 288   | 250   | 39    | 79    | 20       | 3        | 16       | 153   | 41    | 7     | 2        | 1     | 3     | 33    | 3     | 1     | 51    | 9        | .316  | .394     | .612     | 1.006 |
| 1974      | CWS       | 128   | 525   | 462   | 84    | 139   | 23       | 1        | 32       | 260   | 88    | 7     | 1        | 0     | 5     | 57    | 9     | 1     | 89    | 16       | .301  | .375     | .563     | .938  |
| 1975      | PHI       | 119   | 481   | 416   | 54    | 97    | 21       | 3        | 12       | 160   | 62    | 11    | 2        | 1     | 4     | 58    | 4     | 2     | 109   | 19       | .233  | .327     | .385     | .712  |
| 1976      | PHI       | 85    | 339   | 298   | 52    | 80    | 16       | 1        | 15       | 143   | 49    | 11    | 4        | 1     | 3     | 37    | 2     | 0     | 63    | 13       | .268  | .346     | .480     | .826  |
| 1977      | OAK       | 54    | 200   | 171   | 19    | 41    | 4        | 0        | 5        | 60    | 31    | 1     | 3        | 0     | 4     | 24    | 0     | 1     | 36    | 4        | .240  | .330     | .351     | .681  |
| MLB：15年 | MLB：15年 | 1749  | 7315  | 6332  | 1099  | 1848  | 320      | 79       | 351      | 3379  | 1119  | 133   | 52       | 19    | 53    | 894   | 138   | 16    | 1556  | 164      | .292  | .378     | .534     | .912  |

- 各年度の太字はリーグ最高

### 獲得タイトル
- 本塁打王：2回（1972年、1974年）
- 打点王：1回（1972年）

### 表彰
- シーズンMVP：1回（1972年）
- 新人王：1964年

### 記録
- MLBオールスターゲーム選出：7回（1965年 - 1967年、1970年、1972年 - 1974年）

### 背番号
- 32（1963年）
- 15（1964年 - 1976年）
- 60（1977年）